# Aristolochia polymorpha
Aristolochia polymorpha S.M.Hwang – gatunek rośliny z rodziny kokornakowatych (Aristolochiaceae Juss.). Występuje endemicznie na chińskiej wyspie Hajnan.

## Morfologia
PokrójBylina pnąca o nagich pędach.
LiścieSą polimorficzne – mogą mieć owalny lub owalnie deltoidalny lub grotowaty kształt. Mają 2,5–5,5 cm długości oraz 2–6 cm szerokości. Nasada liścia ma sercowaty lub lekko stożkowy kształt. Z ostrym wierzchołkiem. Ogonek liściowy jest nagi i ma długość 1–2 cm.
KwiatyZygomorficzne. Zebrane są po 2–4 w gronach. Mają ciemnopurpurową barwę. Dorastają do 5–7 mm długości i 1–2 mm średnicy. Mają kształt wyprostowanej tubki. Łagiewka jest kulista u podstawy. Podsadki mają owalnie deltoidalny kształt.
OwoceTorebki o prawie kulistym kształcie. Mają 1,5 cm długości. Pękają przy wierzchołku.

## Biologia i ekologia
Rośnie w lasach. Występuje na terenach nizinnych. Kwitnie od października do grudnia, natomiast owoce pojawiają się od czerwca do sierpnia.